# Zoosafari Fasanolandia
Zoosafari Fasanolandia est un parc animalier et un parc d'attractions italien, situé à Fasano dans la province de Brindisi dans la région des Pouilles.

## Présentation
Le parc propose un parc animalier, un parc safari, des spectacles animaliers, un parc d'attractions et une salle de conférence. D'une superficie de 30 hectares, il est situé sur une colline surplombant la mer Adriatique.
Zoosafari Fasanolandia était à l'origine une ferme de type Finca, puis a évolué pour devenir une Azienda. Celle-ci s'est ensuite développée dans le tourisme rural. Le parc ouvre le 25 juillet 1973 sous forme de zoo suivi plus tard par le parc d'attractions.
Les propriétaires du parc ont racheté le parc d'attractions Fiabilandia situé à Rimini.

## Zoo
La section nommée Zoosafari est le premier zoo d'Italie ainsi que l'un dénombrant le plus d'espèces animales en Europe. Il accueille 1 700 animaux de 200 espèces différentes.
Le safari héberge lions, tigres, éléphants d'Afrique et d'Asie, girafes, zèbres, ours noir d'Asie, cerfs, bisons, etc. Le visiteur croise également le seul éléphant d'Afrique mâle d'Italie. Le delphinarium, avec 2 000 places assises en extérieur et 1 000 en intérieur, est unique dans le sud de l'Italie. Des dizaines d'espèces d'oiseaux sont visibles dans la salle ornithologique. La zone des gorilles comprend un spécimen unique en Italie. Le Metrozoo se visite en train panoramique. Les ours blancs, rhinocéros ou hippopotames vivent dans cette oasis agrémentée de cascades. Le sentier pédestre voit différents primates et fauves. La salle tropicale comprend poissons, amphibiens et reptiles.

## Parc d'attractions

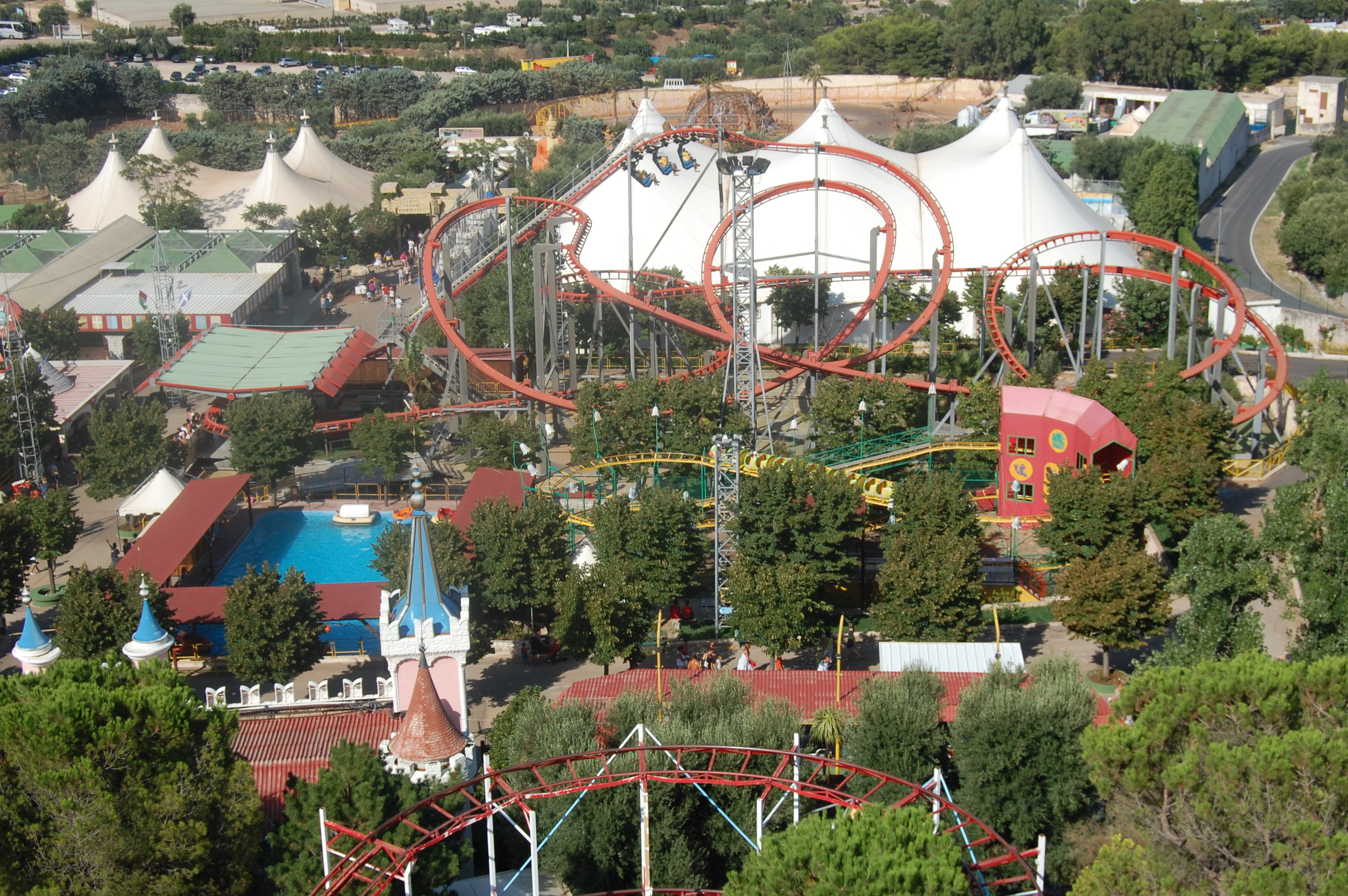
Vue aérienne

La section nommée Fasanolandia propose plus de vingt attractions. Un parcours de bûches, des montagnes russes, des autos-tamponneuses, un train fantôme, une grande roue, une tour de chute de 30 mètres, un parcours de bouées, des manèges, un Ranger ainsi qu'un spectacle de magie et une petite section parc de miniatures sur les Pouilles.

### Montagnes russes
| Nom de l'attraction   | Type                                     | Constructeur | Année |
| --------------------- | ---------------------------------------- | ------------ | ----- |
| Bruco Miniottovolante | Montagnes russes junior / Big Apple      | D.P.V. Rides | 1995  |
| Eurofighter           | Euro-Fighter                             | Gerstlauer   | 2011  |
| Mirage Rosso          | Montagnes russes inversées               | Far Fabbri   | 2000  |
| Montagne Russe        | Montagnes russes assises Zyklon / Galaxi |              | 1986  |
| Spinning Madness      | Wild Mouse                               | Far Fabbri   | 2007  |

### Attractions aquatiques
| Nom de l'attraction | Type            | Constructeur | Année |
| ------------------- | --------------- | ------------ | ----- |
| African River       | Bûches          | Reverchon    |       |
| Rapid River         | Spinning Rapids | Far Fabbri   | 2009  |

### Attractions à sensations
| Nom de l'attraction | Type           | Constructeur   |
| ------------------- | -------------- | -------------- |
| Sputnik             | Tour de chute  | Far Fabbri     |
| Street Fighter      | Street Fighter | Technical Park |